# Hluboký web
Hluboký web (též neviditelný web, anglicky deep web nebo invisible web) se definuje jako textové stránky, soubory nebo další informace přístupné prostřednictvím WWW, které webové vyhledávače nezahrnují do svého indexu.

## Důvody vedoucí k vytváření hlubokého webu
- webové vyhledávače nedokážou indexovat dynamicky se měnící stránky
- přístup na některé stránky je chráněn heslem
- některé webové vyhledávače neindexují rámce, obrázkové mapy apod.
- mnoho webových vyhledávačů má omezení na počet indexovaných stránek z určité domény
- většina webových vyhledávačů preferuje indexování populárních stránek
- na některých stránkách je nabízen nelegální obsah[1]

## Typologie hlubokého webu

### Nepřehledný web
- Obsahuje soubory, které mohou být indexovány roboty, ale z určitých příčin indexované nejsou.
- Roboti je z finančních důvodů neindexují.

### Soukromý web
- Skládá se ze stránek, které by robot dokázal zindexovat, ale správce stránky mu to neumožňuje.

### Speciální nebo vlastnické weby
- Jde o část webu, ke které se lze dostat jen po splnění určitých podmínek (vyplnění registračního formuláře atd.)

### Skutečně neviditelný web
- Skládá se z informací, které roboti nedokážou indexovat, protože na ně nejsou naprogramované.
- Většinou se jedná o formáty PDF, spustitelné programy, flash, komprimované soubory atd.